# Diócesis de Montefiascone

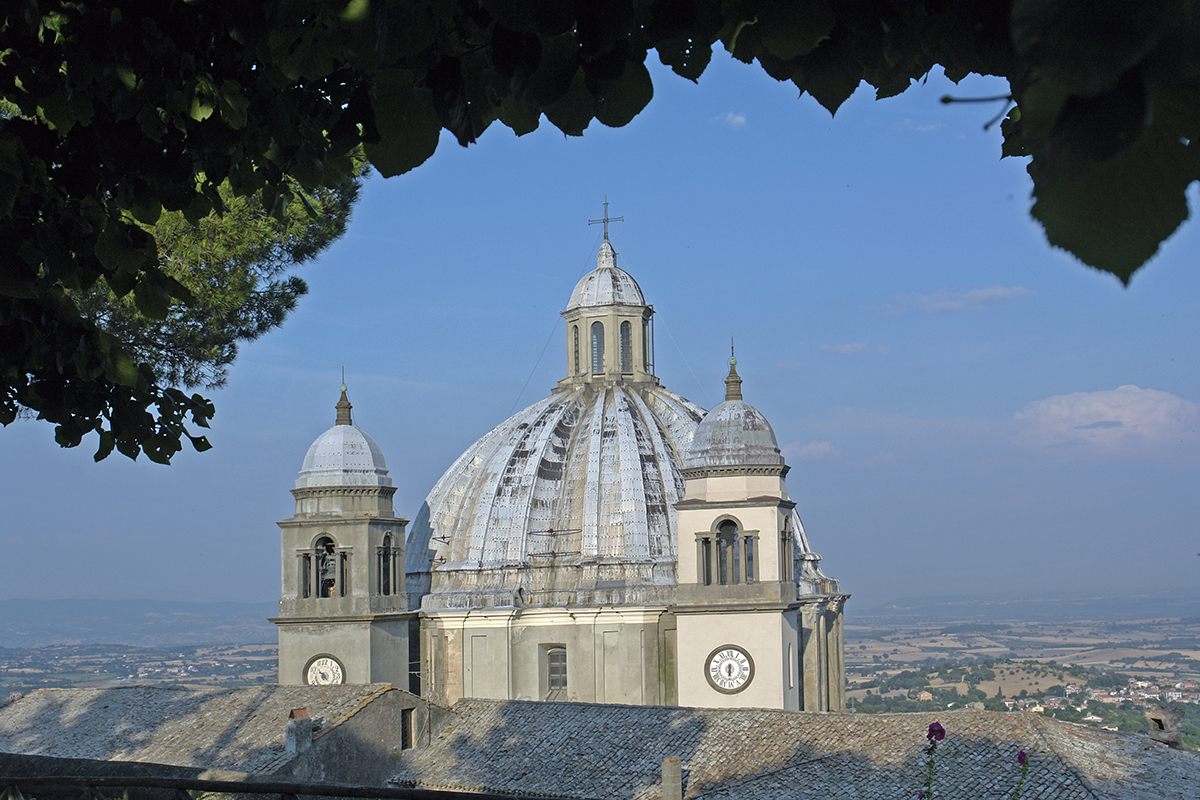
Iglesia de Santa Margarita de Antioquía, antigua sede de la diócesis de Montefiascone.

La diócesis de Montefiascone (oficialmente en latín: Dioecesis Faliscodunensis seu Montis Falisci) fue una jurisdicción eclesiástica de la Iglesia católica en Italia, suprimida por el papa Juan Pablo II en 1986. Actualmente es una sede titular.

## Historia

### Diócesis
Montefialcone fue erigida en diócesis por el papa Urbano V, mediante bula Cum illius, del 31 de agosto de 1369, con catedral en la iglesia dedicada a Santa Margarita de Antioquía, patrona de la ciudad. El territorio de la nueva diócesis fue desmembrado de las diócesis de Viterbo y Tuscania, Orvieto, Castro y Bagnoregio. El primer obispo fue el religioso agustino francés Pierre de Anguiscen, depuesto en 1378, por Urbano VI, por haber dado obediencia al antipapa Clemente VII.
El 5 de diciembre de 1435 el papa Eugenio IV creó, mediante bula In supremae dignitatis, la diócesis de Corneto, uniéndola a perpetuidad a Montefiascone. Al obispo Girolamo Bentivoglio (1580-1601) fue a quien le correspondió la aplicación de las normas del Concilio de Trento. Las diócesis fueron separadas por el papa Pío IX, el 14 de junio de 1854, uniendo la diócesis de Corneto a la de Civitavecchia. Montefiascone quedó sola como diócesis, hasta el 27 de marzo de 1986, cuando fue suprimida por el papa Juan Pablo II, mediante bula Qui non sine, uniendo su territorio a la diócesis de Viterbo.

### Sede titular
El mismo papa Juan Pablo II restableció a Montefiascone como sede titular. El actual obispo titular de Montefiascone es el italiano Fabio Fabene, subsecretario del Sínodo de los Obispos.

## Episcopologio

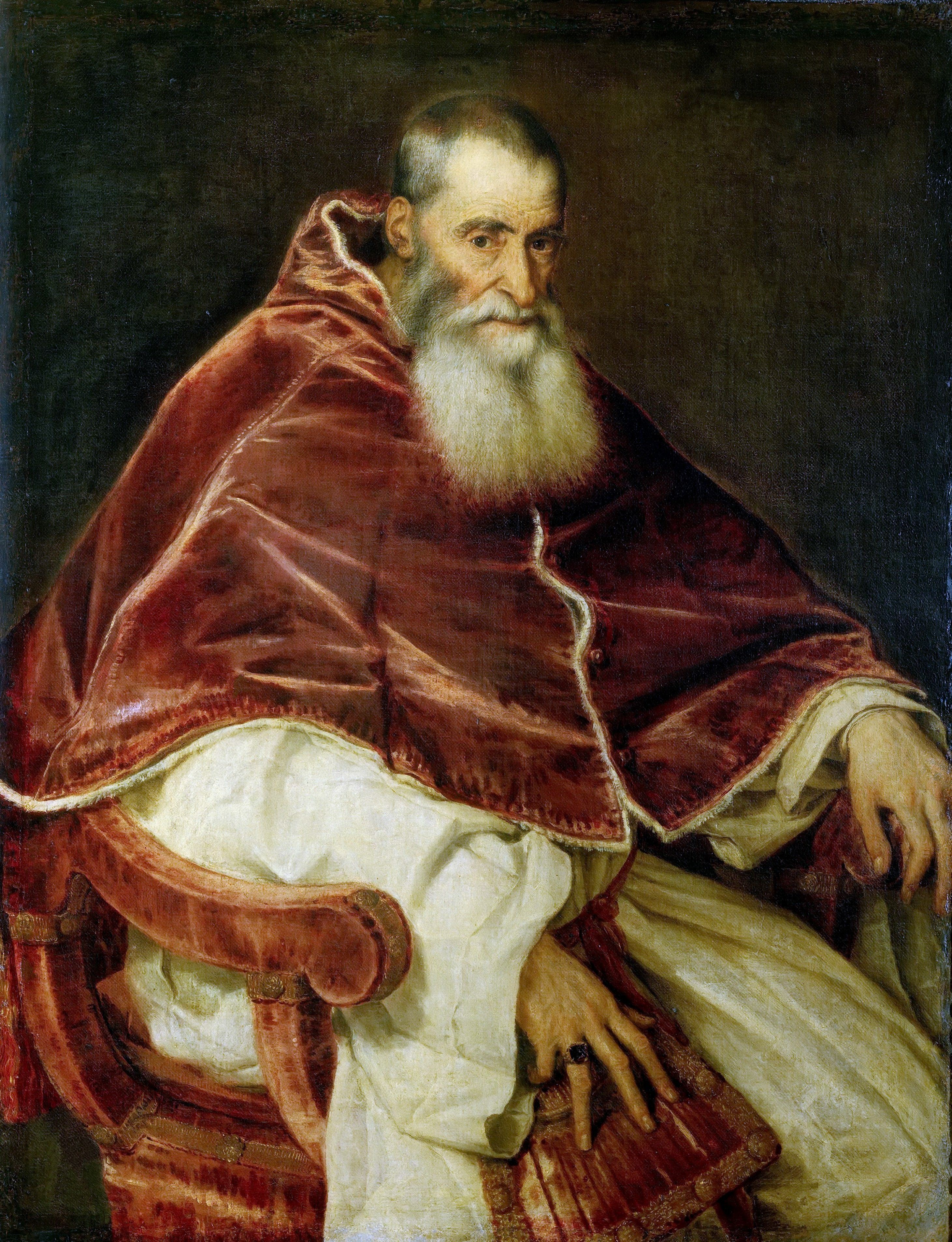
Antes de ser elegido papa con el nombre de Paulo III, el cardenal Alessando Farsene (1468-1549) fue obispo de la diócesis de Montefiascone y Corneto.

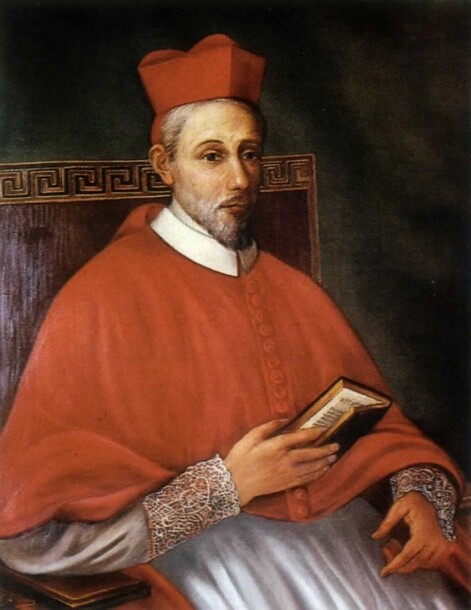
El cardenal Marco Antonio Barbarigo (1640-1706) ocupó la sede Montefiascone y Corneto de 1687 a 1706.

### Obispos de Montefiascone
- Pierre de Anguiscen O.E.S.A. † (1369? - 1378)[5]
- Nicola Scarinci † (1379 - 1398)
- Antonio de Porziani † (1398 - 1404)
- Andrea Galeazzi, O.F.M. † (1404 - 1410)
- Antonio di Anagni † (ca. 1410 - 1429)
- Domenico, O.Cist. † (1429 - 1432)
- Pietro Antonio, O.Praem. † (1432 - 1435)

### Obispos de Montefiascone y Corneto
- Pier Giovanni Dall'Orto † (1435 - 1438)
- Valentino † (1438)
- Bartolomeo Vitelleschi † (1438 - 1442)
- Francesco Marerio † (1442 - 1449)
- Bartolomeo Vitelleschi † (1449 - 1463) por segunda vez
- Angelo Vitelleschi † (1464 - ?)
- Gisberto Tolomei † (1467 - 1479)
- Domenico della Rovere † (1479[15] - 1491)
- Serafino Panuflazio † (1491 - 1496)
- Giovanni Tolomei † (1496 - 1499)
- Alessandro Farnese † (1499 - 1519)
- Lorenzo Pucci † (1519 - 1519) administrador apostólico
- Ranuccio Farnese † (1519 - 1528) administrador apostólico
- Guido Ascanio Sforza di Santa Fiora † (1528 - 1548) administrador apostólico
- Ubaldino Bandinelli † (1548 - ca. 1550)
- Guido Ascanio Sforza † (ca. 1550 - 1551) administrador apostólico por segunda vez
- Achille Grassi † (1551 - 1553)
- Guido Ascanio Sforza † (1553 - 1555) administrador apostólico por tercera vez
- Carlo Grassi † (1555 - 1571)
- Alessandro Farnese il Giovane † (1571 - 1572) administrador apostólico
- Ferdinando Farnese † (1572 - 1573)
- Francesco Guinigi † (1573 - 1578)
- Vincenzo Fucheri † (1578 - 1580)
- Girolamo Bentivoglio † (1580 - 1601)
- Paolo Emilio Zacchia † (1601 - 1605)
- Laudivio Zacchia † (1605 - 1630)
- Gasparo Cecchinelli † (1630 - 1666)
- Paluzzo Paluzzi Altieri Degli Albertoni † (1666 - 1670)
- Domenico Massimo † (1671 - 1685)
- Marco Antonio Barbarigo † (1687 - 1706)
- Sebastiano Pompeo Bonaventura † (1706 - 1734)
- Pompeo Aldrovandi † (1734 - 1752)
- Saverio Giustiniani † (1754 - 1771)
- Francesco Maria Banditi, C.R. † (1772 - 1775)
- Giuseppe Garampi † (1776 - 1792)
- Jean-Sifrein Maury † (1794 - 1816)
- Sede vacante (1816-1820)
- Bonaventura Gazola, O.F.M.Ref. † (1820 - 1832)
- Giuseppe Maria Velzi, O.P. † (1832 - 1836)
- Gabriele Ferretti † (1837 - 1837)
- Filippo de Angelis † (1838 - 1842)
- Nicola Mattei Baldini † (1842 - 1843)
- Niccola Clarelli Parracciani † (1844 - 1854)

### Obispos de Montefiascone
- Luigi Jona † (1854 - 1863)
- Sede vacante (1863-1867)
- Giuseppe Maria Bovieri † (1867 - 1873)
- Concetto Focaccetti † (1873 - 1878)
- Luigi Rotelli † (1878 - 1882)
- Luciano Gentilucci † (1883 - 1895)
- Domenico Rinaldi † (1895 - 1907)
- Domenico Mannaioli † (1907 - 1910)
- Giovanni Rosi † (1910 - 1951)
- Luigi Boccadoro † (1951 - 1986)

### Obispos titulares de Montefiascone
- Gerald Richard Barnes (1992 - 1995)
- Jozef Zlatňanský † (1997 - 2017)
- Fabio Fabene (2017 - en la sede)